# Gérard Côté

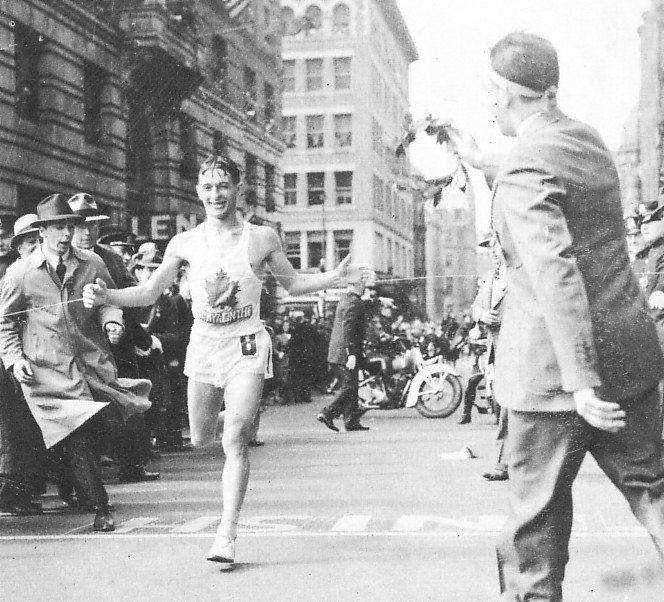
Gérard Côté am Ziel des Boston-Marathons 1940

Gérard Côté, CM, CQ (* 27. Juli 1913 in Saint-Barnabé-Sud, Québec; † 13. Juni 1993 in Saint-Hyacinthe, Québec) war ein kanadischer Leichtathlet, der auf den Marathonlauf spezialisiert war. Er gewann viermal den Boston-Marathon.

## Biografie
Côté nahm erstmals 1931 an einem Langstreckenrennen teil und gewann im selben Jahr das erste Mal. An Marathonläufen beteiligte er sich ab 1935, wobei er am Yonkers-Marathon mit einem guten zwölften Platz auffiel. Bei seiner ersten Teilnahme am prestigeträchtigen Boston-Marathon im Jahr 1936 erreichte er den 23. Platz. Allerdings schaffte er nicht die Qualifikation für die Olympischen Sommerspiele 1936 in Berlin. Eine Spendenaktion, die ihm die Teilnahme dennoch hätte ermöglichen sollen, brachte nicht genügend Geld ein. Im selben Jahr errange er beim Chiclets-Marathon in Montreal seinen ersten Sieg und wurde dadurch kanadischer Meister.
1940 gewann Côté erstmals den Boston-Marathon in einer neuen Rekordzeit. Im selben Jahr siegte er auch beim Yonkers-Marathon und erhielt als erster Frankokanadier die Lou Marsh Trophy als Kanadas Sportler des Jahres. Seinen Erfolg in Boston wiederholte er in den Jahren 1942, 1943 und 1948, in Yonkers war er 1943 und 1946 erfolgreich. Während des Zweiten Weltkriegs war er für die kanadische Armee als Sportlehrer tätig.
Mit Siegen in Boston, Los Angeles und Hamilton gehörte Côté vor den Olympischen Sommerspielen 1948 in London zum Kreis der Favoriten. Doch Krämpfe in den Beinen ließen nur den enttäuschenden 17. Platz zu. Er nahm auch an den British Empire Games 1950 in Auckland und an den British Empire and Commonwealth Games 1954 in Vancouver statt. 1956 beendete Côté seine Sportkarriere. Bis 1975 organisierte er jährlich einen Marathonlauf in seinem Wohnort Saint-Hyacinthe.